# Cavità a radiofrequenza
La cavità risonante a microonde o radiofrequenza (RF), in breve cavità RF, è un tipo di risonatore costituito da una struttura metallica chiusa configurata per confinare campi elettromagnetici nella regione delle microonde o RF dello spettro elettromagnetico.
Il nome deriva dal fatto che l'interno di tale struttura è vuoto o riempito con materiale dielettrico. Le microonde "rimbalzano" avanti e indietro tra le pareti di materiale conduttore ne delimitano il volume interno della cavità.

Onde che oscillano alle frequenze di risonanza si rinsaldano per formare onde stazionarie nella cavità. Pertanto, la cavità funziona in modo simile a un organo a canne o cassa di risonanza in uno strumento musicale, oscillando preferenzialmente a una serie di frequenze, le proprie frequenze di risonanza. Quindi può agire come un filtro passa banda, permettendo che le microonde di una frequenza particolare passino mentre bloccando le microonde alle frequenze vicine. 

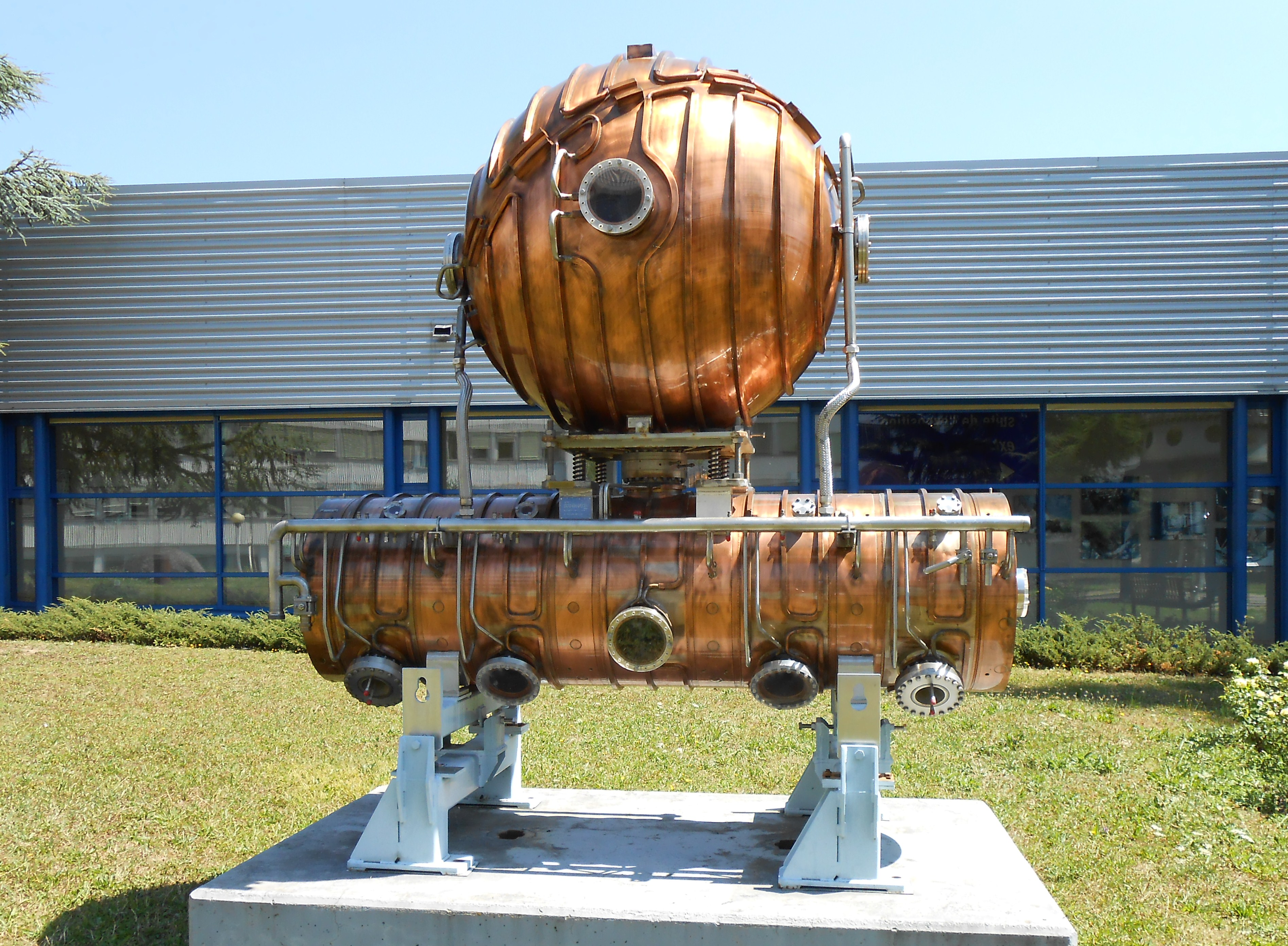
Una cavità a radiofrequenza del Large Electron-Positron Collider, al Museo Microcosm del CERN

## Struttura e applicazioni
Una cavità a RF è progettata per immagazzinare energia elettrica e magnetica, che normalmente viene dissipata all'interno della struttura col passare del tempo a causa di diversi possibili meccanismi di dissipazione. Una cavità RF si comporta in maniera analoga a un circuito risonante, ossia dissipa quantità di energia elettromagnetica estremamente contenute in corrispondenza della propria frequenza di oscillazione risonante (in breve, frequenza di risonanza).
A frequenze denominate "microonde" dello spettro elettromagnetico, le cavità RF sostituiscono i circuiti risonanti, poiché in tale parte dello spettro elettromagnetico circuiti risonanti discreti che richiederebbero valori di induttanza e capacità troppo bassi.
Così come per i circuiti risonanti, la figura di merito di una cavità RF è il così detto fattore di qualità (o fattore Q). Per le cavità RF il fattore Q può raggiungere valori intorno a 106 per cavità di rame, molto superiori rispetto ai valori di fattore Q dell'ordine di 102 per circuiti realizzati alla stessa frequenza con induttore e condensatore. Nel caso di cavità RF realizzate in materiale superconduttore, sono possibili fattori di qualità intorno a 1010.
Le cavità a RF trovano applicazione in una varietà di ambiti:
- in oscillatori e trasmettitore per creare segnali a microonde,
- come filtro per separare un segnale ad una data frequenza da altri segnali,
- in sistemi radar, stazioni con relè a microonde, comunicazioni via satellite e forni a microonde, e
- per manipolare particelle cariche che le attraversino tramite l'applicazione di una tensione di accelerazione, come negli acceleratori di particelle e nei tubi a vuoto a microonde (ad esempio klystrons e magnetron).

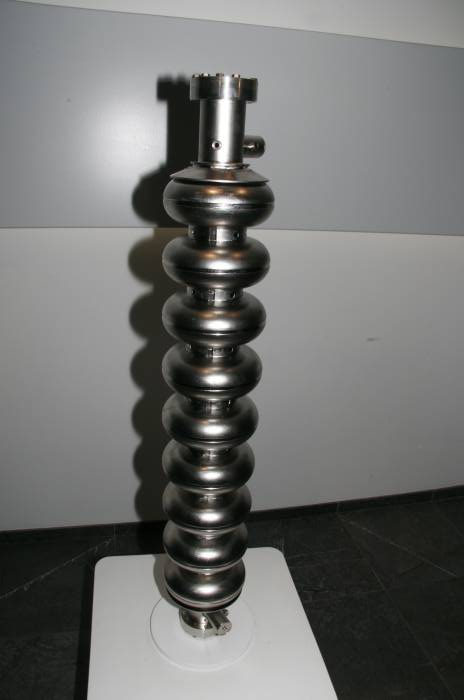
Cavità superconduttiva per accelerare elettroni e positroni (lunghezza della struttura pari a circa 1 m) realizzata in niobio ad alta purezza. Il risonatore è stato progettato per avere una frequenza di risonanza pari a 1.3 GHz. Il risonatore consiste di 9 celle di forma ellittica (ellissoidi di rivoluzione).

La maggior parte delle cavità risonanti sono formate da un insieme di sezioni di guida d'onda chiuse (o cortocircuitate) o materiale dielettrico ad alta permittività (vedi risonatore dielettrico).

## Tipologie di cavità risonanti

### Cavità a RF a singola cella (o cavità a pillbox)
Una cavità RF può essere vista come la singola cella di una cavità multi-cella, come discusso nel seguito. Un esempio di cavità a RF a singola cella è la cavità a pillbox, ossia una guida d'onda cilindrica con le estremità chiuse da pareti trasversali alla direzione longitudinale del cilindro.

### Cavità multi-cella
Un insieme di cavità risonanti a singola cella possono essere accoppiate tra loro (tramite iridi metalliche) a formare una cavità multi-cella. Le cavità multi-cella trovano particolare applicazione nell'accelerazione di particelle cariche (come elettroni o ioni), ad esempio in un acceleratore lineare, per cui risultano più efficienti di una serie di cavità singole indipendenti.

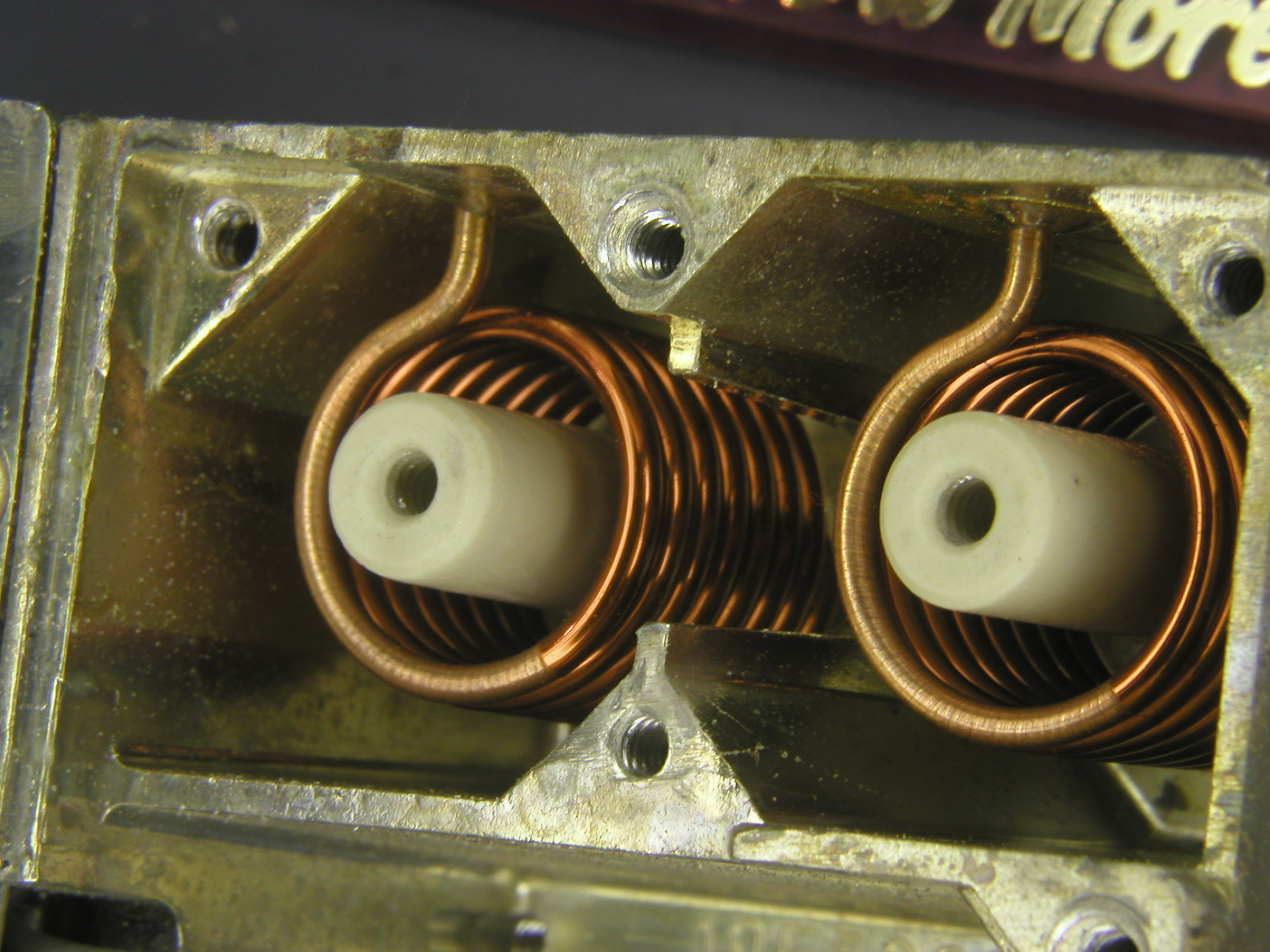
Risonatore elicoidale

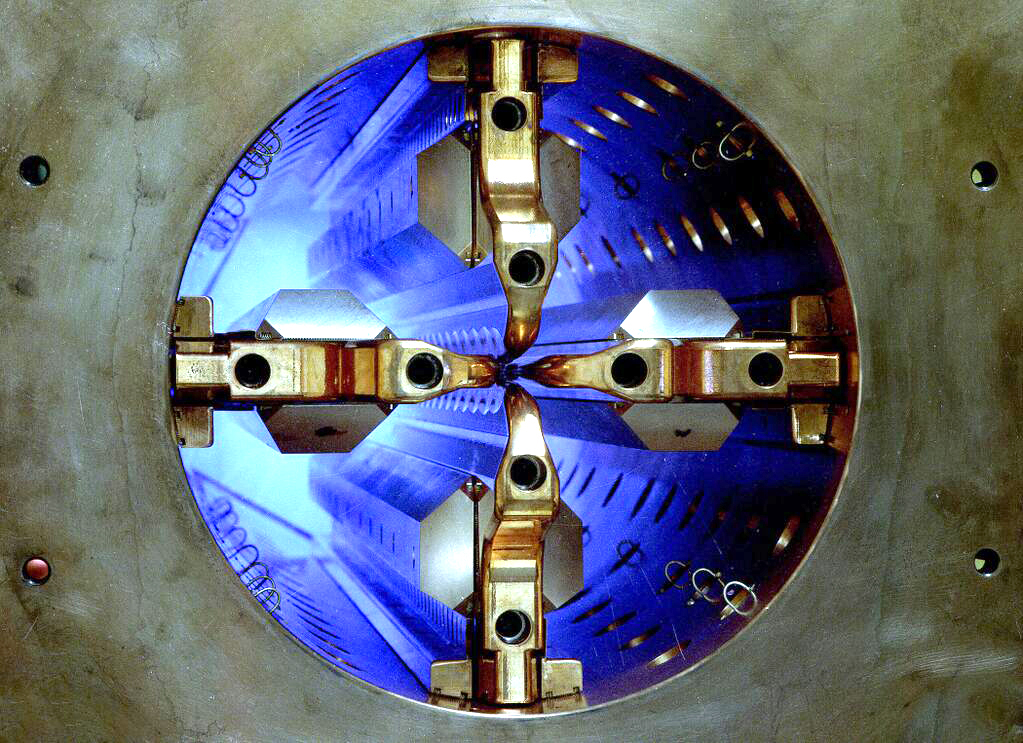
Quadrupolo a radiofrequenza (tappo rimosso dall'estremità)

### Cavità RF caricata (loaded)

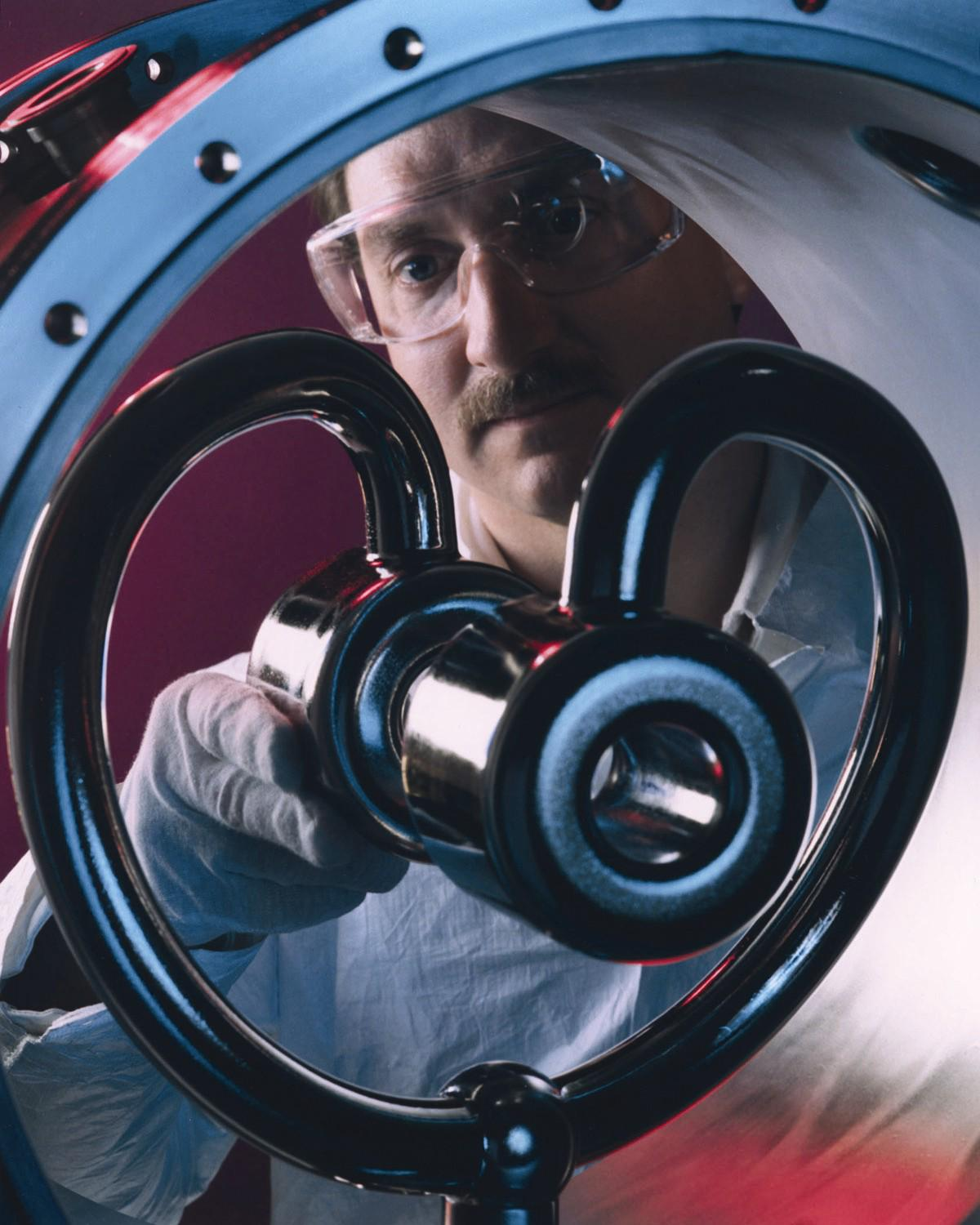
Risuonatore split-ring (tappi rimossi dalle estremità)

Una cavità RF ha una modo fondamentale, che presenta la frequenza di risonanza più bassa di tutti i possibili modi di risonanza. Ad esempio, il modo fondamentale di una cavità cilindrica è il TM010. Per alcune applicazioni, c'è una spinta a ridurre le dimensioni della cavità. Un tale risultato può essere raggiunto utilizzando una cavità RF caricata, ossia in cui un carico capacitivo o induttivo è integrato nella struttura della cavità.
L'esatta frequenza di risonanza di una cavità caricata si calcola usando metodi agli elementi finiti per Equazioni di Maxwell con condizioni al contorno.
Anche le cavità RF caricate possono essere configurate come cavità multi-cella.
Le cavità caricate sono particolarmente adatte per accelerare particelle cariche a bassa velocità.
Diversi tipi di cavità caricate possono essere impiegate per una tale applicazione.
Di seguito sono elencati alcuni di questi tipi:
- La cavità rientrante[2][3]
- Il risonatore elicoidale

- Il risonatore a spirale[4]
- Il risonatore split-ring[5]

- Il risonatore a quarto d'onda[6]
- Il risonatore a mezza onda[7]. Una variante del risonatore a mezza onda è il risonatore a spoke.[8]
- Il Quadrupolo a radiofrequenza[9]

- Cavità rovesciante di tipo "crab". Le cavità rovescianti di tipo "crab" sono un componente importante per la versione di LHC "ad alta luminosità".[10][11]

## Alimentazione
I campi elettromagnetici nella cavità sono eccitati tramite accoppiamento esterno. Solitamente vi è una fonte di alimentazione esterna è accoppiata alla cavità da una piccola apertura, una piccola sonda a filo o un anello.
La struttura di accoppiamento esterno ha un effetto sulle prestazioni della cavità e deve essere considerata nell'analisi complessiva.

## Frequenze di risonanza

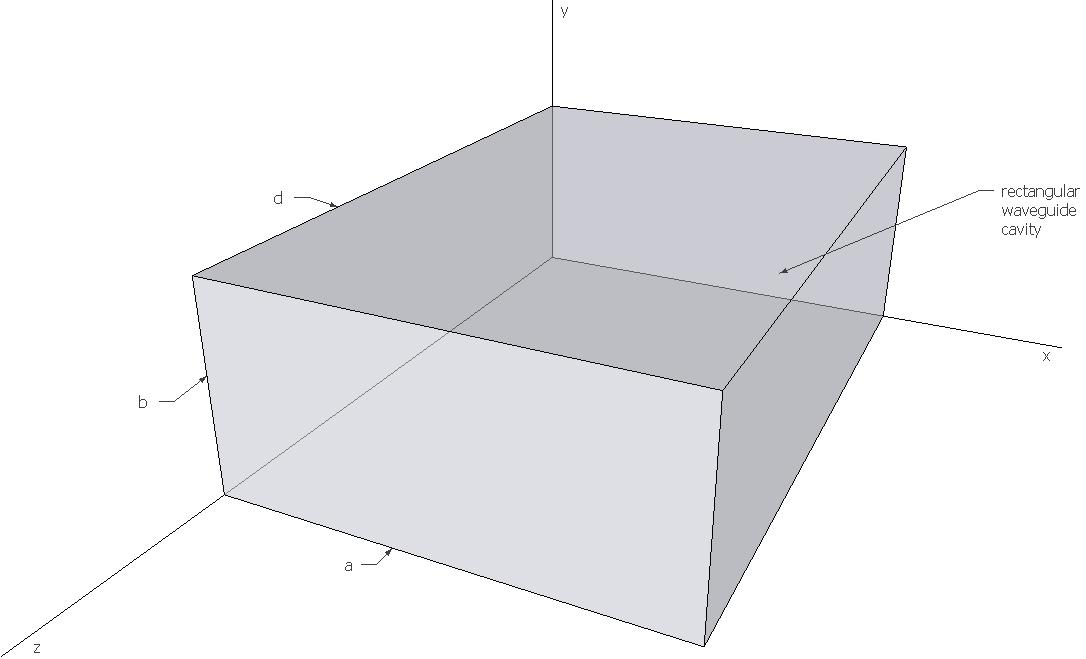
Cavità rettangolare

Le frequenze di risonanza di una cavità RF dipendono dalla sua geometria. Le imperfezioni del processo di fabbricazione di una cavità RF possono essere compensate a valle della realizzazione tramite un procedimento di sintonizzazione (o tuning) della cavità.

### Cavità rettangolare
La modalità risonante può essere trovata imponendo condizioni al contorno sulle espressioni del campo elettromagnetico.

### Cavità cilindrica (o cavità a pillbox)

Cavità cilindrica

Le soluzioni di campo di una cavità cilindrica di lunghezza {\displaystyle \scriptstyle L} e raggio {\displaystyle \scriptstyle R} seguire dalle soluzioni di un cilindrico guida d'onda con condizioni al contorno elettriche aggiuntive nella posizione delle piastre di chiusura. Le frequenze di risonanza sono diverse per le modalità TE e TM.

## Fattore di qualità

### Calcolo teorico
Il fattore di qualità {\displaystyle \scriptstyle Q} di una cavità può essere scomposto in tre parti, che rappresentano diversi meccanismi di perdita di potenza.
Si può calcolare il fattore Q di uno specifico modo di una cavità risonante. Per una cavità con alti gradi di simmetria, è possibile utilizzare espressioni analitiche del campo elettrico e magnetico, correnti superficiali nelle pareti conduttrici e campo elettrico in materiale con perdita dielettrica.
Per cavità con forme arbitrarie, si fa ricorso a metodi agli elementi finiti per le equazioni di Maxwell con condizioni al contorno.

### Misurazione
La misurazione del fattore Q di una cavità viene eseguita utilizzando un Analizzatore di rete (elettrica) vettoriale oppure, nel caso di un fattore Q molto alto misurando il tempo di decadimento esponenziale {\displaystyle \tau } dei campi e utilizzando la relazione {\displaystyle Q=\pi f\tau }.